# Cataxia cunicularius
Espèce
Synonymes
- Homogona cunicularius Main, 1983

Cataxia cunicularius est une espèce d'araignées mygalomorphes de la famille des Idiopidae.

## Distribution
Cette espèce est endémique du Queensland en Australie.

## Description
La carapace de la femelle holotype mesure 11,2 mm de long sur 7,4 mm et la carapace du mâle paratype mesure 7,5 mm de long sur 6,1 mm.

## Systématique et taxinomie
Cette espèce a été décrite sous le protonyme Homogona cunicularius par Main en 1983. Elle est placée dans le genre Cataxia par Raven en 1985.

## Publication originale
- Main, 1983 : « Systematics of the trapdoor spider genus Homogona Rainbow (Mygalomorphae: Ctenizidae: Homogoninae). » Australian Journal of Entomology, vol. 22, no 2, p. 81-92 (texte intégral).